# Genève
Genève ([ʒənɛv] ⓘ theo tiếng Pháp, phiên âm tiếng Việt: Giơ-ne-vơ tiếng Arpitan: Genèva [dzəˈnɛva] ⓘ; tiếng Đức: Genf [ɡɛnf] ⓘ; tiếng Ý: Ginevra [dʒiˈneːvra]; tiếng Romansh: Genevra) là thành phố đông dân thứ hai ở Thụy Sĩ (sau Zürich) và là thành phố Romandy (phần nói tiếng Pháp của Thụy Sĩ) đông dân nhất.
Genève nằm nơi hồ Genève (tiếng Pháp: Lac Léman) chảy vào sông Rhône, và là thủ phủ của bang Genève. Dân số trong nội vi thành phố là 191.415 (Tháng 12 năm 2010) và của khu vực đô thị — mở rộng vào Pháp và Vaud — là khoảng 700.000. Genève được nhiều người xem như là thành phố toàn cầu, chủ yếu là do sự có mặt của nhiều tổ chức quốc tế ở đây, kể cả tổng hành dinh châu Âu của Liên Hợp Quốc.
Khu tự quản (ville de Genève) có dân số (tính đến năm 3 năm 2013) là 194.245 người, và tổng (về cơ bản là thành phố và vùng ngoại ô của nó) 472.530 người. Năm 2014, agglomération du Grand Genève có dân số 946.000 người trong 212 cộng đồng ở cả Thụy Sĩ và Pháp. Bên trong Thụy Sĩ, khu vực đô thị có tên gọi "Métropole lémanique" có dân số 1,26 triệu người. Khu vực này về cơ bản là trải rộng về phía đông từ Genève về phía khu vực Riviera (Vevey, Montreux) và đông bắc về phía Yverdon-les-Bains, ở tổng láng giềng Vaud.
Genève là một thành phố toàn cầu, một trung tâm tài chính và một trung tâm toàn cầu về ngoại giao do sự hiện diện của nhiều tổ chức quốc tế, bao gồm cả trụ sở của nhiều cơ quan của Liên Hợp Quốc và Chữ Thập Đỏ. Genève là nơi đặt trụ sở của nhiều tổ chức lớn trên thế giới. Đó cũng là nơi Công ước Genève được ký kết, chủ yếu liên quan đến việc đối xử với những người không chiến đấu trong thời chiến và tù binh.
Năm 2017, Genève được xếp hạng là trung tâm tài chính quan trọng thứ mười trên thế giới về khả năng cạnh tranh của Chỉ số trung tâm tài chính toàn cầu, đứng thứ năm ở châu Âu sau London, Zürich, Frankfurt và Luxembourg.
Năm 2019, Genève được xếp hạng trong số mười thành phố đáng sống nhất trên thế giới bởi Mercer cùng với Zürich và Basel. Thành phố đã được gọi là đô thị bé nhất thế giới  và "Thủ đô hòa bình". Năm 2017, Genève được xếp hạng là thành phố đắt đỏ thứ bảy trên thế giới. Geneva được xếp hạng thứ ba về sức mua trong bảng xếp hạng các thành phố toàn cầu của UBS năm 2018.

## Lịch sử

Rue de la Croix-d'Or, một trong những đường chính ở Genève, một phần của les Rues Basses

Genève là tên một vùng dân cư của người Celt của vùng Allobroges. Cái tên Genava (hay là Genua) trong tiếng Latin xuất hiện lần đầu tiên trong những bài viết của Julius Caesar trong De Bello Gallico, trong những lời bình của ông về các trận chiến Gallic. Tên của nó có thể là trùng với tên nguyên gốc trong tiếng Ligurian là Genua (Genova ngày nay), nghĩa là "đầu gối"; là, "góc", chỉ đến vị trí địa lý của nó; mặc dù có lẽ đúng hơn là nó dựa trên gốc gen- hay "sinh ra" (Genawa là nơi sinh ra dòng sông từ tử cung của hồ; có lẽ là tên đầy đủ nghĩa là "sinh ra từ nước"). Sau sự chinh phạt của La Mã nó trở thành một phần của Provincia Romana (Gallia Narbonensis). Vào năm 58 TCN, tại Genève, Caesar bao vây Helvetii trên đường hành quân về phía tây. Vào thế kỉ thứ 9 nó trở thành thủ đô của Burgundy. Mặc dù Genève bị tranh chấp giữa người Burgundian và người Frank và Thánh chế La Mã, thực tế nó được cai quản bởi các giám mục của thành phố, cho đến thời Cải cách Kháng Cách, khi Genève trở thành một nước cộng hòa.

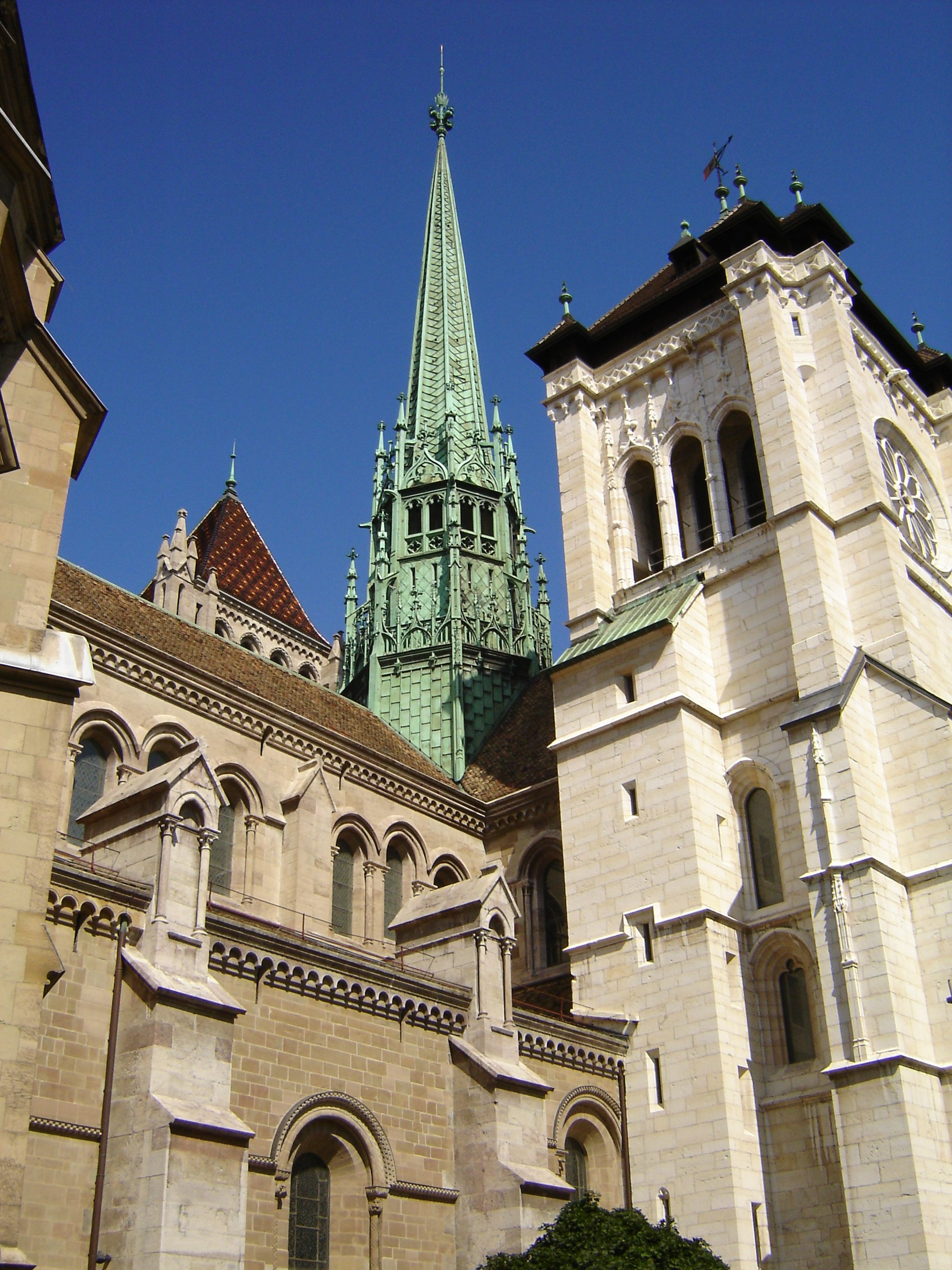
Nhà thờ St. Pierre ở khu phố cổ của Genève

Nhờ vào công sức của các nhà cải cách như là John Calvin, Genève đôi khi được mệnh danh là "Roma Kháng Cách". Vào thế kỉ 16 Genève là trung tâm của nền Thần học Calvin; Nhà thờ St. Pierre ở nơi mà bây giờ gọi là Khu phố cổ là nhà thờ riêng của John Calvin. Trong thời gian đó khi nước Anh dưới quyền cai trị của Nữ hoàng Mary I, một người đàn áp phong trào Kháng Cách (Protestant), một số lớn các học giả Kháng Cách bỏ trốn sang Genève. Trong những học giả này có William Whittingham người chỉ đạo việc biên dịch bản Kinh Thánh Genève với sự hợp tác của Miles Coverdale, Christopher Goodman, Anthony Gilby, Thomas Sampson và William Cole.
Một trong những sự kiện lịch sử quan trọng ở Genève là l'Escalade (nghĩa đen: "chia lại tỉ lệ bức tường"). Đối với người dân Genève, l'Escalade là biểu tượng cho sự độc lập của họ. Nó đánh dấu cố gắng cuối cùng trong một chuỗi các tấn công được tổ chức trong suốt thế kỉ 16 bởi xứ Savoy, muốn sáp nhập Genève như là thủ phủ phía bắc của dãy Alps. Lần tấn công cuối cùng này diễn ra vào đêm 11-12 tháng 12 năm 1602 và được kỉ niệm hàng năm tại Khu phố cổ với nhiều cuộc diễu hành với nhiều ngựa, súng đại bác và quân lính ăn mặc theo quân phục của thời đó.
Genève, hay chính thức là "Bang & Cộng hòa Genève", trở thành một bang của Thụy Sĩ vào năm 1815. Hiệp ước Genève lần đầu tiên được ký vào năm 1864, để bảo vệ bệnh binh và thương binh trong chiến tranh.

## Địa lý

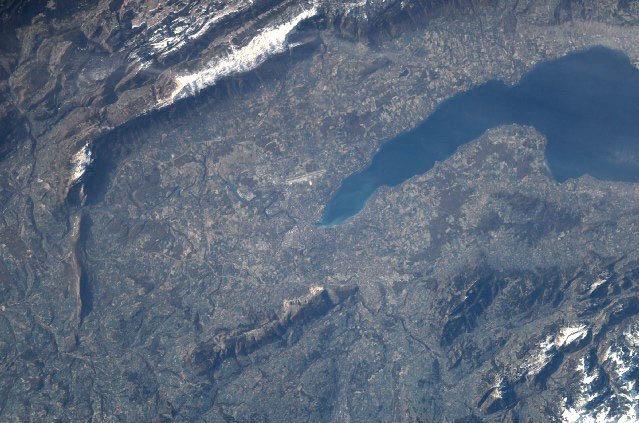
Ảnh chụp từ vệ tinh của khu vực. Dãy núi Jura có thể thấy ở phía trên, và dãy Alps ở phía dưới.

Genève nằm tại 46°12′0″B 6°09′0″Đ / 46,2°B 6,15°Đ, về phía cạnh tây nam của hồ Genève, nơi hồ chảy vào sông Rhône. Nó được bao quanh bởi hai dãy núi, dãy Alps và dãy Jura.
Thành phố Genève có diện tích 15.86 km², trong khi diện tích của bang Genève là 282 km², tính luôn cả hai vùng đất của Céligny ở Vaud. Phần của hồ gắn liền vào Genève có diện tích 38 km² và đôi khi được nhắc đến như là Petit lac (hồ nhỏ). Tiểu bang chỉ có 4.5 km đường biên giới với phần còn lại của Thụy Sĩ; trên tổng số 107.5 km đường biên giới, phần còn lại 103 km chia chung với Pháp, với Départment de l'Ain về phía bắc và Département de la Haute-Savoie về phía nam.
Độ cao của Genève là 373.6 m, và tương ứng với độ cao của phần rộng lớn nhất của Pierres du Niton, hai tảng đá lớn nhô lên trên hồ từ cuối thời băng hà. Tảng đá này được chọn bởi Tướng Guillaume Henri Dufour như là điểm chuẩn cho tất cả các việc đo đạc ở Thụy Sĩ  Lưu trữ ngày 27 tháng 9 năm 2007 tại Wayback Machine.
Con sông lớn thứ hai ở Genève là sông Arve chảy vào sông Rhône chỉ hơi về phía tây trung tâm thành phố.
Genève nằm ở phía tây nam Thuỵ Sĩ. Phía nam hướng về đỉnh núi Blanc - ngọn núi cao nhất trong dãy Alps, gần bên hồ Genève là dòng sông Rhone chảy qua thành phố, chia thành phố làm hai phần, bên bờ trái là thành phố cổ kính, bên phải là thành phố hiện đại. Trên bờ sông có 8 chiếc cầu nối liền hai bờ. Genève là vùng đất phát triển quanh cây cầu lớn nhất, thành phố này được núi đồi và ao hồ bao bọc nên khí hậu quanh năm ôn hoà, non xanh nước biếc, phong cảnh đẹp như tranh nên được gọi là Thánh địa của du khách.

### Khí hậu
Khí hậu của Genève ôn hòa. Mùa đông không quá khắc nghiệt thường có sương mù nhẹ vào ban đêm. Mùa hè thì ấm áp một cách dễ chịu. Lượng mưa phân bố khá đều trong năm mặc dù mùa thu có vẻ mưa nhiều hơn các mùa khác trong năm. Genève thường có tuyết rơi vào những tháng lạnh trong năm. Những vùng núi gần thành phố thường có tuyết rơi nhiều và rất thích hợp cho môn thể thao trượt tuyết như ở Verbier và Crans-Montana là những nơi chỉ cách thành phố hơn một giờ đi xe. Núi Salève (cao 1400 m) nằm ở biên giới Pháp-Thụy Sĩ là điểm đến trượt tuyết gần nhất. Vào những năm 2000–2009, nhiệt độ trung bình trong năm là 11 °C và số giờ nắng trung bình trong năm là 2003 giờ.
| Dữ liệu khí hậu của Genève (1981–2010)   | Dữ liệu khí hậu của Genève (1981–2010) | Dữ liệu khí hậu của Genève (1981–2010) | Dữ liệu khí hậu của Genève (1981–2010) | Dữ liệu khí hậu của Genève (1981–2010) | Dữ liệu khí hậu của Genève (1981–2010) | Dữ liệu khí hậu của Genève (1981–2010) | Dữ liệu khí hậu của Genève (1981–2010) | Dữ liệu khí hậu của Genève (1981–2010) | Dữ liệu khí hậu của Genève (1981–2010) | Dữ liệu khí hậu của Genève (1981–2010) | Dữ liệu khí hậu của Genève (1981–2010) | Dữ liệu khí hậu của Genève (1981–2010) | Dữ liệu khí hậu của Genève (1981–2010) |
| Tháng                                    | 1                                      | 2                                      | 3                                      | 4                                      | 5                                      | 6                                      | 7                                      | 8                                      | 9                                      | 10                                     | 11                                     | 12                                     | Năm                                    |
| ---------------------------------------- | -------------------------------------- | -------------------------------------- | -------------------------------------- | -------------------------------------- | -------------------------------------- | -------------------------------------- | -------------------------------------- | -------------------------------------- | -------------------------------------- | -------------------------------------- | -------------------------------------- | -------------------------------------- | -------------------------------------- |
| Trung bình ngày tối đa °C (°F)           | 4.5 (40.1)                             | 6.3 (43.3)                             | 11.2 (52.2)                            | 14.9 (58.8)                            | 19.7 (67.5)                            | 23.5 (74.3)                            | 26.5 (79.7)                            | 25.8 (78.4)                            | 20.9 (69.6)                            | 15.4 (59.7)                            | 8.8 (47.8)                             | 5.3 (41.5)                             | 15.2 (59.4)                            |
| Trung bình ngày °C (°F)                  | 1.5 (34.7)                             | 2.5 (36.5)                             | 6.2 (43.2)                             | 9.7 (49.5)                             | 14.2 (57.6)                            | 17.7 (63.9)                            | 20.2 (68.4)                            | 19.5 (67.1)                            | 15.4 (59.7)                            | 11.1 (52.0)                            | 5.5 (41.9)                             | 2.8 (37.0)                             | 10.5 (50.9)                            |
| Tối thiểu trung bình ngày °C (°F)        | −1.3 (29.7)                            | −1 (30)                                | 1.6 (34.9)                             | 4.8 (40.6)                             | 9.1 (48.4)                             | 12.3 (54.1)                            | 14.4 (57.9)                            | 14.0 (57.2)                            | 10.8 (51.4)                            | 7.4 (45.3)                             | 2.4 (36.3)                             | 0.1 (32.2)                             | 6.2 (43.2)                             |
| Lượng Giáng thủy trung bình mm (inches)  | 76 (3.0)                               | 68 (2.7)                               | 70 (2.8)                               | 72 (2.8)                               | 84 (3.3)                               | 92 (3.6)                               | 79 (3.1)                               | 82 (3.2)                               | 100 (3.9)                              | 105 (4.1)                              | 88 (3.5)                               | 90 (3.5)                               | 1.005 (39.6)                           |
| Lượng tuyết rơi trung bình cm (inches)   | 10.8 (4.3)                             | 8.1 (3.2)                              | 2.8 (1.1)                              | 0.2 (0.1)                              | 0.0 (0.0)                              | 0.0 (0.0)                              | 0.0 (0.0)                              | 0.0 (0.0)                              | 0.0 (0.0)                              | 0.0 (0.0)                              | 2.8 (1.1)                              | 7.4 (2.9)                              | 32.1 (12.6)                            |
| Số ngày giáng thủy trung bình (≥ 1.0 mm) | 9.5                                    | 8.1                                    | 9.0                                    | 8.9                                    | 10.6                                   | 9.3                                    | 7.6                                    | 7.9                                    | 8.1                                    | 10.1                                   | 9.9                                    | 10.0                                   | 109.0                                  |
| Số ngày tuyết rơi trung bình (≥ 1.0 cm)  | 2.5                                    | 2.0                                    | 0.9                                    | 0.1                                    | 0.0                                    | 0.0                                    | 0.0                                    | 0.0                                    | 0.0                                    | 0.0                                    | 0.7                                    | 2.0                                    | 8.2                                    |
| Độ ẩm tương đối trung bình (%)           | 81                                     | 76                                     | 69                                     | 67                                     | 69                                     | 66                                     | 64                                     | 67                                     | 73                                     | 79                                     | 81                                     | 81                                     | 73                                     |
| Số giờ nắng trung bình tháng             | 59                                     | 88                                     | 154                                    | 177                                    | 197                                    | 235                                    | 263                                    | 237                                    | 185                                    | 117                                    | 66                                     | 49                                     | 1.828                                  |
| Phần trăm nắng có thể                    | 23                                     | 33                                     | 45                                     | 46                                     | 45                                     | 53                                     | 58                                     | 58                                     | 53                                     | 38                                     | 26                                     | 20                                     | 44                                     |
| Nguồn: MeteoSwiss                        |                                        |                                        |                                        |                                        |                                        |                                        |                                        |                                        |                                        |                                        |                                        |                                        |                                        |

## Giáo dục

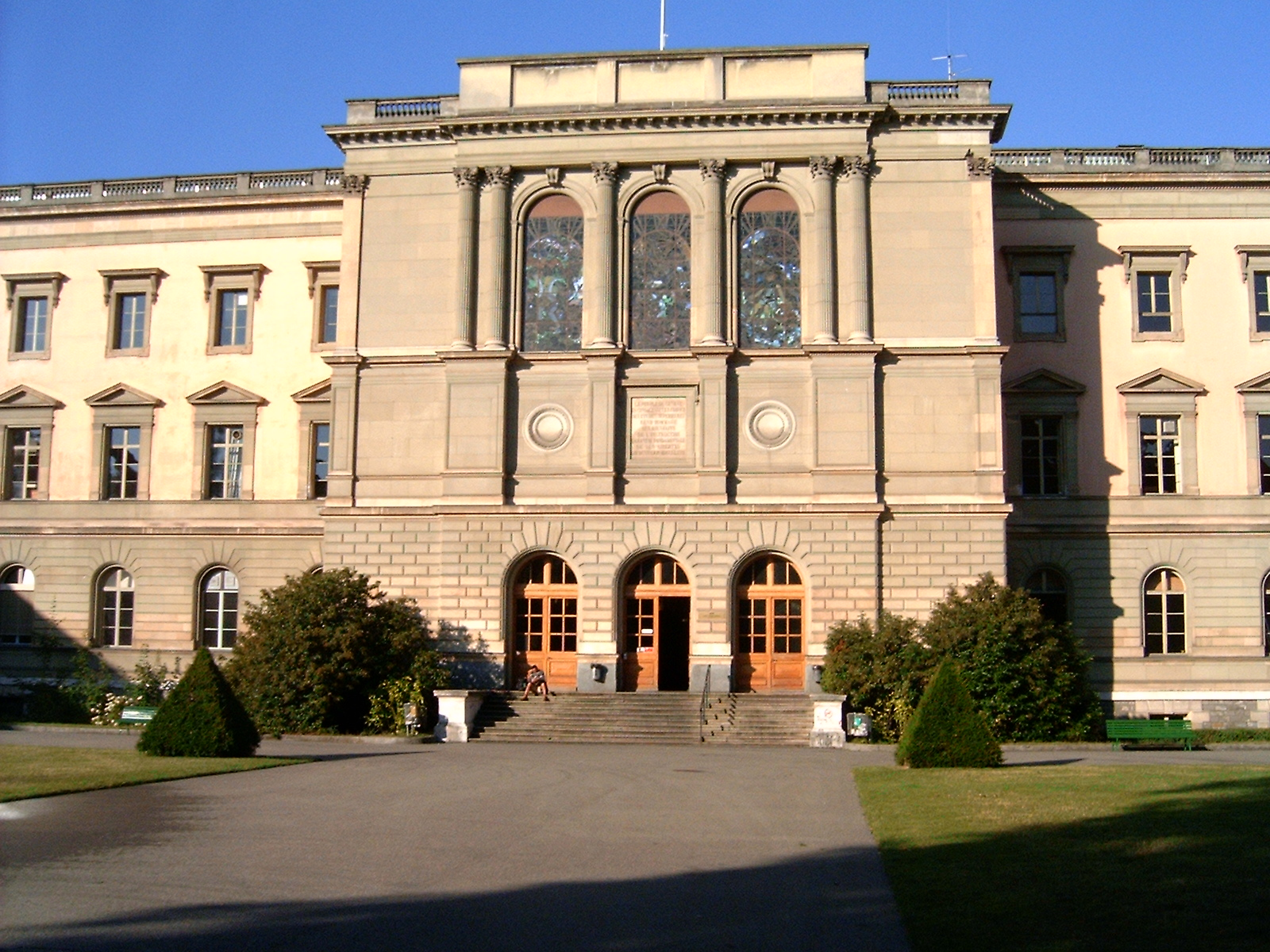
Đại học Genève

Genève có Đại học Genève được thành lập vào năm 1559 bởi John Calvin. Mặc dù quy mô trường đại học này không lớn (khoảng 13 000 sinh viên) nhưng Đại học Genève thường được xếp hạng trong nhóm những trường đại học hàng đầu của thế giới. Năm 2011, trường được xếp hạng thứ 35 trong các trường đại học Châu Âu.
Viện Sau Đại học về Nghiên cứu Quốc tế và Phát triển là một trong những cơ sở hàn lâm đầu tiên trên thế giới giảng dạy về quan hệ quốc tế. Hiện nay, viện này có các chương trình đào tạo thạc sĩ và tiến sĩ chuyên ngành Luật, Khoa học Chính trị, Lịch sử, Kinh tế, Quan hệ Quốc tế và Nghiên cứu Phát triển.
Genève cũng có trường quốc tế lâu đời nhất trên thế giới là Trường Quốc tế Genève được thành lập năm 1924 cùng với Liên đoàn các Quốc gia. Đại học Webster là một đại học của Hoa Kỳ cũng có một phân hiệu ở Genève. Ngoài ra, Genève còn có Viện Quốc tế Lancy (Institut International de Lancy) thành lập năm 1903 và Trường Đại học Quốc tế Genève.
Trường Ngoại giao và Quan hệ Quốc tế Genève là một đại học tư trên nền của lâu đài Penthes (Château de Penthes) bên cạnh hồ Genève.
Trẻ em bắt buộc phải đến trường đến cuối năm 16 tuổi. Hệ thống trường công lập của Tổng Genève có trường tiểu học (écoles primaires) dành cho lứa tuổi từ 4–12 và cấp định hướng CO (cycles d'orientation) dành cho học sinh lứa tuổi 12–15 và trường trung học (collèges) cho học sinh từ 15 đến 19 tuổi. Trường trung học lâu đời nhất là Trường trung học Calvin cũng được xem là một trong những trường công lập lâu đời nhất trên thế giới.
Thành phố Genève có năm thư viện chính. Các thư viện này bao gồm Thư viện thành phố Genève (Bibliothèques municipales Genève), Thư viện Xã hội học (Haute école de travail social, Institut d'études sociales), Thư viện Y tế (Haute école de santé), Thư viện kỹ sư Genève (École d'ingénieurs de Genève) và Thư viện nghệ thuật và thiết kế (Haute école d'art et de design). Có tổng cộng khoảng 877 680 đầu sách hoặc các phương tiện thông tin khác tại các thư viện vào năm 2008 có tổng cộng 1 798 980 lần sử dụng.